# Casa Bonada
Casa Bonada és un monument protegit com a bé cultural d'interès local del municipi de Ripoll (Ripollès).

## Descripció
L'edifici és obra de Joan Rubió i Bellver, projectat en doble façana i tractat amb pedra de riu engaltada. La glorieta i la torre situades al vèrtex articulen el gir de l'edifici. El procediment constructiu a base de pedra sense desbastar, coronaments punxeguts i irregulars i l'expressa falta d'acabat serà explotat per l'autor en altres obres.

## Història
L'edifici es construí entre l'any 1912 i 1914 per encàrrec del doctor Bonada.